# Еттозеро
Еттозеро — озеро на территории Сосновецкого сельского поселения Беломорского района Республики Карелии.

## Общие сведения
Площадь озера — 4 км², площадь водосборного бассейна — 30,3 км². Располагается на высоте 112,2 метров над уровнем моря.
Форма озера продолговатая: оно на семь километров вытянуто с северо-запада на юго-восток. Берега каменисто-песчаные, преимущественно возвышенные, местами заболоченные.
Через озеро протекает безымянный водоток, текущий из озера Среднего и впадающий с правого берега в реку Нижнюю Охту. Последняя впадает в реку Кемь.
У северо-западной оконечности Еттозера располагается деревня Кевятозеро, к которой подходит просёлочная дорога.
Код объекта в государственном водном реестре — 02020001011102000006356.